# Marainville-sur-Madon
Marainville-sur-Madon és un municipi francès, situat al departament dels Vosges i a la regió del Gran Est. L'any 2007 tenia 86 habitants.

## Demografia

### Població
El 2007 la població de fet de Marainville-sur-Madon era de 86 persones. Hi havia 36 famílies, de les quals 8 eren unipersonals (8 dones vivint soles i 8 dones vivint soles), 12 parelles sense fills, 12 parelles amb fills i 4 famílies monoparentals amb fills.
La població ha evolucionat segons el següent gràfic:
Habitants censats

### Habitatges
El 2007 hi havia 43 habitatges, 35 eren l'habitatge principal de la família, 3 eren segones residències i 5 estaven desocupats. 42 eren cases i 1 era un apartament. Dels 35 habitatges principals, 28 estaven ocupats pels seus propietaris, 6 estaven llogats i ocupats pels llogaters i 1 estava cedit a títol gratuït; 4 tenien dues cambres, 5 en tenien tres, 2 en tenien quatre i 24 en tenien cinc o més. 28 habitatges disposaven pel capbaix d'una plaça de pàrquing. A 16 habitatges hi havia un automòbil i a 16 n'hi havia dos o més.

### Piràmide de població
La piràmide de població per edats i sexe el 2009 era:
| Homes | Edats   | Dones |
| ----- | ------- | ----- |
| 0     | 95 o +  | 0     |
| 0     | 90 a 94 | 0     |
| 0     | 85 a 89 | 0     |
| 0     | 80 a 84 | 4     |
| 4     | 75 a 79 | 0     |
| 4     | 70 a 74 | 4     |
| 0     | 65 a 69 | 0     |
| 0     | 60 a 64 | 4     |
| 0     | 55 a 59 | 0     |
| 8     | 50 a 54 | 4     |
| 0     | 45 a 49 | 4     |
| 4     | 40 a 44 | 4     |
| 0     | 35 a 39 | 0     |
| 4     | 30 a 34 | 0     |
| 4     | 25 a 29 | 8     |
| 0     | 20 a 24 | 0     |
| 0     | 15 a 19 | 4     |
| 12    | 10 a 14 | 4     |
| 0     | 5 a 9   | 0     |
| 0     | 0 a 4   | 8     |

## Economia
El 2007 la població en edat de treballar era de 55 persones, 46 eren actives i 9 eren inactives. De les 46 persones actives 42 estaven ocupades (25 homes i 17 dones) i 4 estaven aturades (4 dones i 4 dones). De les 9 persones inactives 4 estaven estudiant i 5 estaven classificades com a «altres inactius».
Activitats econòmiques
Dels 3 establiments que hi havia el 2007, 1 era d'una empresa immobiliària, 1 d'una empresa de serveis i 1 d'una empresa classificada com a «altres activitats de serveis».
L'any 2000 a Marainville-sur-Madon hi havia 6 explotacions agrícoles que ocupaven un total de 768 hectàrees.

## Poblacions més properes
El següent diagrama mostra les poblacions més properes.